# Comuna Martinska Ves, Sisak-Moslavina
Martinska Ves este o comună în cantonul Sisak-Moslavina, Croația, având o populație de 3.488 de locuitori (2011).

## Demografie
Componența etnică a comunei Martinska Ves
     Croați (98,51%)
     Necunoscut (0,06%)
     Neclasificat (1,23%)
Componența confesională a comunei Martinska Ves
     Catolici (97,22%)
     Necunoscută (0,75%)
     Alte religii (2,04%)
Conform recensământului din 2011, comuna Martinska Ves avea 3.488 de locuitori. Din punct de vedere etnic, majoritatea locuitorilor (98,51%) erau croați. Apartenența etnică nu este cunoscută în cazul a 0,06% din locuitori. Din punct de vedere confesional, majoritatea locuitorilor (97,22%) erau catolici. Pentru 0,75% din locuitori nu este cunoscută apartenența confesională.